# 大槻敦史
大槻 敦史（おおつき あつし）は、日本のアニメーション監督、アニメーション演出家。XEBECに所属していた。

## 経歴
2000年、『ゾイド -ZOIDS-』の第35話「極秘指令」で初の演出を担当した。
2008年、『かのこん』で初監督して以来、『To LOVEる-とらぶる-』や『WORKING'!!』、そして『BanG Dream!』（第1期）などのXEBEC作品を中心に活躍した。
XEBEC解散後は『ありふれた職業で世界最強』などに参加している。
主にラブコメディ作品を監督することが多く、お色気要素の多い作品も手がける。登場人物達が台詞を喋らずに見つめ合うシーンを多用するのが特徴。

## 作品リスト

### テレビアニメ
2000年
- ゾイド -ZOIDS-（絵コンテ・演出）

2001年
- ゾイド新世紀スラッシュゼロ（絵コンテ・演出）
- シャーマンキング（2001年 - 2002年、絵コンテ・演出）

2002年
- ロックマンエグゼ（2002年 - 2003年、絵コンテ・演出）

2003年
- 鋼の錬金術師（演出）
- 瓶詰妖精（絵コンテ・演出）
- D・N・ANGEL（絵コンテ・演出）
- ロックマンエグゼAXESS（2003年 - 2004年、絵コンテ・演出）

2004年
- ディノブレイカー（演出）
- ロックマンエグゼStream（2004年 - 2005年、絵コンテ・演出）

2005年
- ぺとぺとさん（絵コンテ・演出）

2006年
- ザ・サード 〜蒼い瞳の少女〜（絵コンテ・演出）
- ロックマンエグゼBEAST+（絵コンテ・演出）
- 流星のロックマン（2006年 - 2007年、絵コンテ・演出）

2007年
- 大江戸ロケット（絵コンテ）

2008年
- かのこん（監督）
- To LOVEる -とらぶる-（演出）
- 喰霊-零-（絵コンテ・演出）

2010年
- れでぃ×ばと!（監督）
- もっとTo LOVEる -とらぶる-（監督）

2011年
- WORKING'!!（監督）

2012年
- To LOVEる -とらぶる- ダークネス（監督）

2014年
- 白銀の意思 アルジェヴォルン（監督）

2015年
- To LOVEる -とらぶる- ダークネス 2nd（監督・シリーズ構成）

2017年
- BanG Dream!（監督）

2018年
- フューチャーカード 神バディファイト（2018年 - 2019年、絵コンテ）
- ゆらぎ荘の幽奈さん（絵コンテ）

2019年
- ありふれた職業で世界最強（絵コンテ）

2020年
- 22/7（絵コンテ）

2021年
- Vivy -Fluorite Eye's Song-（絵コンテ）
- 女神寮の寮母くん。（絵コンテ）
- プラチナエンド（絵コンテ）
- 境界戦機（絵コンテ）

2022年
- ありふれた職業で世界最強 2nd season（絵コンテ）
- リコリス・リコイル（絵コンテ）
- Engage Kiss（絵コンテ）
- 夫婦以上、恋人未満。（絵コンテ）

2023年
- 魔術士オーフェンはぐれ旅 アーバンラマ編（絵コンテ）
- もののがたり（絵コンテ）
- 絆のアリル（絵コンテ）
- 16bitセンセーション ANOTHER LAYER（絵コンテ）
- 最果てのパラディン 鉄錆の山の王（絵コンテ）

2024年
- 魔法少女にあこがれて（監督・絵コンテ）
- Re:Monster（絵コンテ）
- ぷにるんず ぷに2（絵コンテ）

2025年
- ロックは淑女の嗜みでして（絵コンテ）
- ぷにるんず ぷに3（絵コンテ）
- わたしが恋人になれるわけないじゃん、ムリムリ!（※ムリじゃなかった!?）（絵コンテ）

### 劇場アニメ
- ロックマンエグゼ 光と闇の遺産（2005年、演出）

### OVA
- ゲキ・ガンガー3 熱血大決戦!!（1998年、動画）
- せんせいのお時間 ご〜るど（2004年。絵コンテ・演出）
- かのこん 〜真夏の大謝肉祭〜（2009年、監督）

### Webアニメ
- ガンダムビルドダイバーズRe:RISE（2019年、絵コンテ）